# 업 (영화 시리즈)
다큐멘터리 영화 <업>(Up) 시리즈는 1964년 7세였던 영국에서 시작된 10명의 남자와 4명의 여자의 삶을 따라간다. 첫 번째 영화의 제목은 세븐 업!(Seven Up!)이었고 이후 영화에서는 촬영 당시 대상의 나이에 맞게 제목의 숫자를 조정했다. 이 다큐멘터리는 7년에 한 번씩 총 9개의 에피소드로 구성되어 56년 동안 이어졌다. 이 시리즈는 BBC One에서 방송된 42 업(42 Up, 1998년)을 제외하고 모두 방송된 ITV를 위해 그라나다 텔레비전에서 제작되었다. 개별 영화와 시리즈 전체는 수많은 찬사를 받았다. 1991년 당시 최신작인 28 업(28 Up)은 로저 이버트가 선정한 역사상 가장 위대한 영화 10편 목록에 선정되었다.

## 같이 보기
- 보이후드 (영화)